# Popis registracijskih oznaka plovila u Portugalu
Portugal ima četrdesetak lučkih ispostava koje obuhvaćaju obalne gradove koji se nalaze na obali Atlantskog oceana.
Popis registracijskih oznaka lučkih ispostava:
| Lučka ispostava       | Kratica |
| --------------------- | ------- |
| Angra do Heroísmo     | AH      |
| Albufeira             | AL      |
| Ancora                | AN      |
| Aveiro                | AV      |
| Barreiro              | BR      |
| Caminha               | CM      |
| Cascais               | CS      |
| Ericeira              | ER      |
| Esposende             | ES      |
| Figueira da Foz       | FF      |
| Faro                  | FR      |
| Fuzeta                | FZ      |
| Lisabon               | L       |
| Leixoes               | LE      |
| Lagos                 | LG      |
| Nazare                | NZ      |
| Olhão                 | OL      |
| Peniche               | PE      |
| Portimão              | PM      |
| Porto Santo           | PS      |
| Póvoa de Varzim       | PV      |
| Quarteira             | QT      |
| Regua                 | RE      |
| Ribeira Grande        | RG      |
| Sagres                | SA      |
| Sesimbra              | SB      |
| Setúbal               | SE      |
| Sao Martinho do Porto | SM      |
| Sines                 | SN      |
| Trafaria              | TR      |
| Tavira                | TV      |
| Vila do Conde         | VC      |
| Vila Franca do Campo  | VF      |
| Viana do Castelo      | VI      |
| Vila Praia da Vitoria | VV      |
| Vila Franca de Xira   | VX      |